# Gert Kullamäe
Gert Kullamäe (* 3. Juni 1971 in Tallinn, Estnische SSR) ist ein estnischer Basketballtrainer und ehemaliger -nationalspieler, der professionell im Baltikum, Deutschland und den Benelux-Staaten Basketball gespielt hat und mit seinen Vereinen jeweils Landesmeisterschaften in der früheren Sowjetunion, Estland, Litauen, Belgien und den Niederlanden gewonnen hat. Seit Januar 2012 ist Kullamäe verantwortlicher Trainer des estnischen Vereins Tartu Ülikool, seit 2010 ist er zudem Trainerassistent von Tiit Sokk bei der estnischen Basketballnationalmannschaft.
Der 1,96 m große Guard begann seine Karriere bei Kalev Tallinn, dem Vorgängerverein des heutigen BC Kalev/Cramo und gewann in seinem ersten Jahr als Senior bereits die letzte Meisterschaft in der Sowjetunion. In den Folgejahren gewann er bis auf 1997 jeweils mit seinen Teams die Landesmeisterschaften in Estland und Litauen. 1999 und 2000 jedoch wurde er mit Kalev nur Dritter bzw. Zweiter. Kullamäe wechselte daraufhin zunächst nach Belgien und wurde dort mit BC Telindus Meister und Pokalsieger. Am Ende der Saison verletzte er sich jedoch am Knie und musste mehrere Monate pausieren, bevor er Ende des Jahres 2001 ein Comeback bei einem Verein in seiner Heimat versuchte. Anfang 2002 wurde er schließlich in Bamberg in der Basketball-Bundesliga unter Vertrag genommen. In Bamberg erreichte er zweimal die Finalserie um die Deutsche Meisterschaft 2003 und 2004, welche jeweils verlorenging; damit ist Deutschland das einzige Land, in dem Kullamäe spielte, wo er nicht die Landesmeisterschaft gewinnen konnte. Danach wechselte er in die Niederlande zu den EiffelTowers, die in der Saison 2004/2005 noch in Nijmegen spielten. In der Folgesaison konnte als EiffelTowers Den Bosch die Meisterschaft errungen werden. Nach der Meisterschaft 2006 kehrte er in sein Heimatland zurück und spielte in Tartu, wo er 2007 und 2008 noch einmal die estnische Meisterschaft gewinnen konnte.
Mit der estnischen Basketballnationalmannschaft nahm Kullamäe an der Endrunde der Basketball-Europameisterschaft 1993 in Deutschland teil und erreichte einen guten sechsten Platz, nachdem man im ersten Spiel der Hauptrunde den späteren Europameister Deutschland noch geschlagen hatte.

## Erfolge
- Meister der Sowjetunion: 1991
- sechsfacher Estnischer Meister: 1992, 1993, 1995, 1998, 2007, 2008
- Litauischer Meister: 1994
- Belgischer Meister: 2001
- Niederländischer Meister: 2006
- zweifacher Estnischer Vizemeister: 2000, 2009
- zweifacher Deutscher Vizemeister: 2003, 2004
- Belgischer Pokalsieger: 2001
- Liga-MVP: Estland 1998–2000
- All-Star-Team/Game: Estland 1998–2000, 2007; Niederlande 2005, 2006
- Estnischer Basketballer des Jahres: 2006